# Galo Galarza Dávila
Galo Galarza Dávila.- es un diplomático y escritor ecuatoriano. Licenciado en Ciencias Jurídicas de la Universidad Católica de Quito y doctor en Ciencias Internacionales de la Escuela de Postgrado de la Universidad Central del Ecuador.

## Trayectoria
Ha realizado cursos de especialización en la Academia de Derecho Internacional de La Haya, Holanda; el Centro de Comercio Internacional de la Comunidad Europea de Bruselas, Bélgica; y la Escuela Nacional de Administración de París, Francia (Instituto Internacional de Administración Pública). Ha desempeñado funciones diplomáticas en Nicaragua, Cuba, Estados Unidos, Canadá, Francia, Australia y México (en este último país fue Embajador del Ecuador entre 2006 y 2012). En el Ministerio de Relaciones Exteriores del Ecuador desempeñó las funciones de Subsecretario del Servicio Exterior y Subsecretario para América Latina y el Caribe. Desde enero de 2016 hasta agosto de 2021 fue Embajador del Ecuador en Uruguay y Representante Permanente del Ecuador ante la ALADI (Asociación Latinoamericana de Integración). A partir del 1 de diciembre de 2021 se retiró del Servicio Exterior Ecuatoriano. Es autor de algunos libros de narrativa y de artículos de política internacional publicados en revistas y periódicos del Ecuador.

## Biografía
Nació el 11 de mayo de 1956, en Guaranda, capital de la provincia Bolívar. Una provincia ubicada en la región central del Ecuador, que tiene mitad de costa y mitad de sierra. Fueron sus padres el Dr. Galo Galarza Paz, destacado jurisconsulto, quien llegó a ocupar funciones de Ministro-Juez de la Corte Suprema de Justicia y miembro de la Comisión Legislativa Permanente, y Blanca Dávila Saltos. En el año 1968, cuando tenía 12 años de edad, se trasladó a vivir en Quito con su familia, cuando eligieron a su padre senador por una coalición de partidos de izquierda y centro izquierda. Realizó sus estudios primarios en la escuela fiscal Simón Bolívar de la ciudad de Guaranda, y los secundarios en el colegio San Gabriel de la ciudad de Quito. Sus estudios universitarios los realizó en la Universidad Católica de Quito, donde obtuvo el título de licenciado en Ciencias Jurídicas, y en la Universidad Central del Ecuador, donde obtuvo el título de doctor en Ciencias Internacionales.

### Servicio exterior
En 1976 ingresó en el Servicio Exterior del Ecuador por concurso público, siendo ascendido a Tercer Secretario y confirmado en la carrera diplomática un año más tarde. En 1980 fue ascendido a Segundo Secretario y acreditado para desempeñar funciones en la Embajada del Ecuador en Nicaragua. En 1981 fue trasladado a la Embajada del Ecuador en Cuba. En 1984, ya ascendido a Primer Secretario, fue trasladado al Consulado General del Ecuador en Nueva York, Estados Unidos de América. En 1986 fue trasladado al Ministerio de Relaciones Exteriores. Subdirector de Soberanía Territorial. Durante su tiempo en Ecuador también ocupó el cargo de Director Encargado de Comunicación Social y Director de Investigaciones y Publicaciones de la Academia Diplomática del Ministerio de Relaciones Exteriores. En 1989 fue ascendido a Consejero y trasladado a la Embajada del Ecuador en Canadá. En 1994 fue ascendido a Ministro y trasladado al Ministerio de Relaciones Exteriores donde ocupó los cargos de Director General de Planificación y Director General de Relaciones Culturales. En 1997 fue trasladado a la Embajada del Ecuador en Francia, donde permaneció como Ministro, entre 1997 y 2002; y, Encargado de Negocios ad-ínterim, desde abril de 2000 a octubre de 2001. En 2002 fue trasladado al Ministerio de Relaciones Exteriores como Subdirector General de Soberanía y Límites. En enero de 2003 fue nombrado Asesor de Asuntos Internacionales y Coordinador Diplomático de la Vicepresidencia de la República. En junio de 2004 fue nombrado Asesor de Asuntos Internacionales del Ministerio de Trabajo y Recursos Humanos. En enero de 2005 fue nombrado Cónsul General en Sídney, Australia, con jurisdicción en todo el territorio australiano. El 12 de mayo de 2005 fue ascendido a Embajador de la República, mediante Decreto Ejecutivo No. 122 A, firmado por el Presidente Constitucional de la República, doctor Alfredo Palacio, publicado en el Registro Oficial No. 30, de 2 de junio de 2005. El mismo año fue nombrado Subsecretario del Servicio Exterior del Ministerio de Relaciones Exteriores. El 5 de octubre de 2006 fue nombrado Embajador Extraordinario y Plenipotenciario del Ecuador en los Estados Unidos Mexicanos, cargo que ocupó hasta el 5 de julio de 2012, cuando retornó al Ecuador para ocupar la Dirección de Asia, África y Oceanía en el Ministerio de Relaciones Exteriores, Comercio e Integración. Desde el 7 de noviembre de 2012 hasta el 1 de marzo de 2015 cumplió las funciones de Subsecretario de América Latina y el Caribe. En algunas ocasiones desempeñó temporalmente las funciones de Viceministro y Ministro de Relaciones Exteriores y Movilidad Humana, subrogante. Desde enero de 2016 hasta agosto 2021 fue Embajador Extraordinario y Plenipotenciario del Ecuador ante la República Oriental de Uruguay y Representante Permanente del Ecuador ante la ALADI (Asociación Latinoamericana de Integración). Desde agosto de 2021 se radicó definitivamente en Quito, la capital de su país. A partir del 1 de diciembre de 2021 se retiró del Servicio Exterior Ecuatoriano, después de 45 años de trabajo ininterrumpido.

### Delegaciones internacionales
Ha asistido como delegado del Ecuador a varias reuniones internacionales. Entre estas destacan las reuniones del SELA (Sistema Económico Latinoamericano) para la reconstrucción de Nicaragua y las conferencias del Movimiento de Países No Alineados y del Grupo de los 77 entre 1981 y 1984, mientras prestó funciones en las Embajadas del Ecuador en Managua y La Habana. En 1995, a raíz del conflicto armado con el Perú, integró las primeras delegaciones civiles de la Misión de Observadores Militares Ecuador-Perú, encaminadas al proceso de pacificación y normalización de relaciones diplomáticas. En 1997 integró la delegación oficial del Ecuador que viajó a París, para la IV Reunión de la Comisión Mixta Francia-Ecuador. En 1997 integró la delegación ecuatoriana que participó en la XXIX Conferencia General de la UNESCO. En 1999 participó como delegado del Ecuador (Foro sobre Desarrollo y Cultura) a la Asamblea General de Gobernadores del Banco Interamericano de Desarrollo (BID), que tuvo lugar en París, Francia. En 1999 participó como delegado del Ecuador, en la Conferencia Internacional sobre Refugiados. En 1999 participó, como delegado del Ecuador, en la XXX Conferencia General de la UNESCO. En 2001 participó como delegado del Ecuador, en la XXXI Conferencia General de la UNESCO. Integró la delegación del Ecuador que viajó a la ceremonia de transmisión de mando presidencial en Guatemala (enero 2004). Representó al Ecuador en la ceremonia de posesión del Presidente de México, el 1 de diciembre de 2006. Decano del Grupo de Embajadores de América Latina y el Caribe (GRULAC) acreditados en México, desde el 1 de marzo hasta el 20 de julio de 2012.
Entre los años 2006 y 2012, en su calidad de embajador del Ecuador en México, presidió varias delegaciones del Ecuador en diferentes reuniones de la Organización para la Proscripción de Armas Nucleares en la América Latina (OPANAL) y el Instituto Latinoamericano de la Comunicación Educativa (ILCE), que tienen su sede en México D.F. Igualmente presidió las delegaciones ecuatorianas que participaron en reuniones sobre protección a migrantes. El 14 de marzo de 2008 presidió la delegación ecuatoriana que participó en la IV Reunión de la Comisión Mixta Ecuador-México de cooperación técnica y científica. El 14 de agosto de 2009 fue elegido Vicepresidente del Consejo Directivo del Instituto Latinoamericano de la Comunicación Educativa (ILCE), en reunión extraordinaria celebrada en la Secretaría de Educación Pública de México, con el apoyo unánime de sus miembros. Desempeñó esta representación hasta el 5 de junio de 2012. En febrero de 2010 (22 y 23) formó parte de la delegación oficial ecuatoriana que participó en la Riviera Maya, Cancún, México, en la constitución de la Comunidad de Estados Latinoamericanos y Caribeños (CELAC), que fusionó el Grupo de Río con la Cumbre de Estados de América Latina y el Caribe. En diciembre de 2010 (7 a 10 de diciembre) formó parte de la delegación oficial del Ecuador que participó en la Conferencia de los Estados Parte de la Convención de Naciones Unidas y VI del Protocolo de Kioto sobre el cambio climático, que tuvo lugar en la ciudad de Cancún, México.
El 30 de agosto de 2012 participó en representación del Ecuador en la II Reunión Regional de Altos Funcionarios de América del Sur y África (ASA) que tuvo lugar en Brasilia, Brasil (en el palacio de Itamaraty). Esta reunión tiene por objeto acercar a los pueblos sudamericanos y africanos.
El 2 de enero de 2013, mediante Acuerdo Ministerial número 0001, se le designó Coordinador Nacional ante la Comunidad de Estados Latinoamericanos y Caribeños (CELAC), función que cumplió hasta el 1 de marzo de 2015.
Entre el 23 y 28 de enero de 2013 formó parte de la delegación del Ecuador que participó en Santiago de Chile en las reuniones preparatorias y en la I Cumbre CELAC-Unión Europea y I Cumbre de la Comunidad de Estados Latinoamericanos y Caribeños (CELAC). En estas reuniones se decidió que Ecuador asuma la presidencia pro tempore de la CELAC durante el año 2015.
Entre el 25 y 29 de enero de 2014 formó parte de la delegación del Ecuador que participó en La Habana en la II Cumbre de Jefes de Estado y Gobierno de la CELAC. Ese año el Ecuador pasó a formar parte del Cuarteto de este organismo de integración y concertación regional.
En su calidad de Subsecretario de América Latina y el Caribe participó en visitas oficiales para tratar temas bilaterales a varios países de la región; en las reuniones de los gabinetes ministeriales con Perú (en la ciudad de Cuenca), Colombia (en la ciudad de Tulcán) y Venezuela (en la ciudad de Caracas); en las VI y VII Cumbres de UNASUR (en Lima y Paramaribo) y en las reuniones preparatorias para la cumbre presidencial de MERCOSUR que tuvo lugar en Brasilia. Presidió la delegación ecuatoriana que participó (como país observador) en la XLII Cumbre de la Integración Centroamericana (SICA), en Buenaventura, Panamá.
Formó parte de las delegaciones ecuatorianas que participaron en el 68 y 69 períodos de sesiones de la Asamblea General de Naciones Unidas, en la ciudad de Nueva York, entre el 23 y el 28 de septiembre de 2013 y 2014.
En marzo y abril de 2014 formó parte de las delegaciones oficiales del Ecuador que participaron, en Caracas, en el proceso de pacificación de Venezuela (con el grupo de Cancilleres de UNASUR); y, en Beijing, con el Cuarteto de Cancilleres y Coordinadores Nacionales de la CELAC, en la constitución del Foro CELAC-China. En junio de este mismo año participó en Bruselas en las reuniones de los Coordinadores Nacionales de la CELAC con la Unión Europea. El 8 de julio de 2014 participó, en Lima, en la II Reunión del Grupo de Altos Funcionarios para la reingeniería de la CAN (Comunidad Andina de Naciones); y el 17 y 18 de ese mismo mes en las reuniones de los Jefes de Estado de los BRICS (Brasil, Rusia, India, China, Sudáfrica) con presidentes de América del Sur y del Cuarteto CELAC, que tuvieron lugar en Brasilia. En diciembre de 2014 formó parte de las delegaciones del Ecuador que participaron en las Cumbres de Jefas y Jefes de Estado de la Alianza Bolivariana para los Pueblos de Nuestra América (ALBA) y del Mercado Común del Sur (MERCOSUR), que tuvieron lugar en La Habana, Cuba, y, en Paraná, Argentina.
En Montevideo presidió las delegaciones del Ecuador en varias reuniones del Comité de Representantes de la Asociación Latinoamericana de Integración (ALADI), así como en reuniones del MERCOSUR (Mercado Común del Sur) y la Unión Postal de las Américas, España y Portugal (UPAEP), cuyas sedes permanentes están en esta ciudad. Entre enero y junio de 2019 presidió el Comité de Representantes de la Asociación de Integración de América Latina (ALADI). Formó parte de la delegación ecuatoriana que participó, el 7 de febrero de 2019, en la constitución y puesta en funcionamiento del Grupo Internacional de Contacto, en base a la convocatoria de la Unión Europea y Uruguay, para tratar sobre la crisis venezolana. Entre diciembre de 2019 y julio de 2020 presidió el Grupo de Embajadores Latinoamericanos y Caribeños (GRULAC-Uruguay).

### Otras funciones y representaciones
Presidente de la Asociación Escuela de Derecho de la Facultad de Jurisprudencia de la Universidad Católica de Quito (1978 - 1979).
Asesor de la Comisión de Asuntos Internacionales del Congreso Nacional del Ecuador (1987-1988).
Presidente de la Asociación de Funcionarios y Empleados del Servicio Exterior (AFESE) 1996-1997.
Vicepresidente y presidente encargado de la Comisión Permanente de Conmemoraciones Cívicas del Ecuador (1997).
Profesor de Relaciones Internacionales y Problemas Internacionales Contemporáneos en el Instituto Superior de Estudios Sociales Los Andes y la Universidad Católica del Ecuador. Profesor invitado a cursos abiertos de la Universidad Andina Simón Bolívar. Tutor de algunos trabajos académicos de la Facultad Latinoamericana de Ciencias Sociales (FLACSO).
Conferencista invitado al Instituto de Altos Estudios Nacionales, la Academia Diplomática del Ministerio de Relaciones Exteriores, la Universidad de Carleton de Ottawa, la Universidad de París VII Denis Diderot, la Unión Latina, la Universidad Nacional Autónoma de México (UNAM), el Instituto Tecnológico de Monterrey y otros centros universitarios, colegios y casas de amistad con el Ecuador en Nicaragua, Cuba, Estados Unidos, Canadá, Francia, Australia, México y Uruguay.

## Matrimonio y descendencia
Está casado con Cecilia Suárez y tiene dos hijos: Sebastián -nacido en 1980- y Lucía -nacida en 1984-.

## Obras
- “En la misma caja” (relatos). Colección Populibros. Editorial Universitaria. Quito, 1980.[1]

- “La Dama es una trampa” (relatos testimoniales). Editorial Eskeletra. Quito, 1989. De este libro que trata sobre los ciudadanos ecuatorianos migrantes en Norteamérica se han hecho tres ediciones.[3]

- “El turno de Anacle” (relatos). Editorial Eskeletra. Quito, 2002. De este libro se han hecho dos ediciones y traducciones parciales al francés y bengalí.[3] Sirvió para que la profesora Caroline Labatut elabore una tesis de maestría en la Universidad de Perpiñán, Francia. En el año 2010 se publicó una nueva edición de este libro en Ciudad de México (Editorial Casas del Poeta Alí Chumancero). La presentación estuvo a cargo del escritor mexicano Alberto Chimal.

- "Breviarios" (diarios, memorias, libros). Editorial Eskeletra. Quito, 2022. 400 páginas. Dos ediciones.

Como coautor o integrando antologías
- "Libro de posta. La narrativa actual del Ecuador". Selección y prólogo de Miguel Donoso Pareja. Editorial El Conejo, Quito, 1983.
- "Índice de la narrativa ecuatoriana". Coordinación y copilación de Gladys Jaramillo, Raúl Pérez y Simón Zavala.Editorial Nacional, Quito, 1992.
- "En busca del cuento perdido". Editorial Eskeletra, Quito, 1996. Prólogo de Abdón Ubidia.
- "Panorama del relato bolivarense". Casa de la Cultura Ecuatoriana Benjamín Carrión. Quito, 1999. Prólogo y selección de Teresa León.
- "Cuentos migratorios. 14 latinoamericanos en París". Editorial Linajes, México D.F., 2000. Selección y prólogo del escritor uruguayo Fernando Ainza, ex Director de Publicaciones de la UNESCO.
- "Siete latinoamericanos en París". Editorial Popular-UNESCO, París, 2001.
- "Frontiéres-Anthologie de nouvelles hispano-américaines". Selección y prólogo de Philippe Dessommes. Presses Universitaires. Lyon, Francia, 2003.
- "Antología básica e historia del cuento ecuatoriano". Selección y notas de Eugenia Viteri. Editorial Casa de la Cultura Ecuatoriana Benjamín Carrión. Quito, 2003.
- "Antología esencial de la narrativa ecuatoriana". Selección y prólogo de Jorge Enrique Adoum. Editorial Eskeletra, Quito, 2004. 
- "Puro cuento", selección de la Campaña Nacional Eugenio Espejo por el Libro y la Lectura, dentro de su colección Cuarto Creciente. Quito, 2004. Constan trabajos narrativos de Modesto Ponce, Vladimiro Rivas, Iván Oñate, Williams Kastillo, Oswaldo Encalada, Ernesto Torres, Galo Galarza, Patricio Viteri, Alfredo Noriega y Leonardo Valencia. 
- "Ecuador en el mundo-1830-2006". Imprenta Mariscal, Quito, 2006. Autor del trabajo: "Eloy Alfaro y el liberalismo".
- "Te cuento Quito" (relatos copilados y comentados por Alicia Ortega). Editorial El Conejo, en la colección "Letras, memoria y Patrimonio", Quito, 2012.
- "Rodó, más allá de toda muerte". Yamandú Acosta y Hebert Benítez Pezzolano (organizadores). Edición de la Facultad de Humanidades y Ciencias de la Educación de la Universidad de la República Oriental del Uruguay. Montevideo, 2017. Autor del trabajo: "Rodó/Montalvo, paradigmas intelectuales del siglo XIX".
- "Muros colindantes/migrantes latinoamericanos más allá de la frontera norte". Carlos Bejar Pérez-Rubio (coordinador). Edición del Centro de Investigaciones sobre América Latina y el Caribe. Universidad Nacional Autónoma de México. México, 2019. Autor del texto: "Escenas neoyorkinas".
- Ha publicado, además, varios artículos relacionados con la política exterior y la literatura en revistas y periódicos del Ecuador y otros países de América Latina, entre los que cabe mencionar: revista de literatura Eskeletra (de la cual fue fundador y miembro del Consejo Editorial); revista AFESE (del Servicio Exterior Ecuatoriano) de la cual fue miembro del Consejo Editorial y coordinó la publicación de más de veinte números; revista Archipiélago de México (de la cual también fue parte del Concepto Editorial); revista Letras del Ecuador (de la Casa de la Cultura Benjamín Carrión); Rocinante (del Plan de Lectura Eugenio Espejo); Ruptura (de la Asociación Escuela de Derecho de la Universidad Católica de Quito); suplemento cultural del diario quiteño La Hora, cuando lo dirigía Nicolás Kingman, entre otros.

## Distinciones honoríficas
- El 11 de diciembre de 2014 recibió la condecoración de la Orden del Águila Azteca, el máximo reconocimiento que otorga el gobierno mexicano a los ciudadanos extranjeros.
- Miembro honorario de la Academia Nacional de Historia del Ecuador.
- Miembro honorario de la Casa de la Cultura Ecuatoriana Benjamín Carrión. Núcleo Bolívar.
- Miembro de la Legión del Libro. Distinción entregada por la Cámara de Libro de la República Oriental del Uruguay.
- Recibió la Llave del Museo de Arte Precolombino e Indígena de Montevideo, en reconocimiento a su permanente labor de difusión cultural en Uruguay.